# جوسيف شنايدر (أستاذ جامعي)
جوسيف شنايدر (بالألمانية: Josef Schneider)‏ (و. 1906 – 1998 م) هو أستاذ جامعي، وكاهن كاثوليكي ألماني، ولد في نورنبرغ، توفي في بامبرغ، عن عمر يناهز 92 عاماً.

## مناصب
تولى منصب أسقف كاثوليكي (منذ 13 يوليو 1955)
- مطران كاثوليكي (منذ 13 يوليو 1955)[1]

.

## التعليم
تعلم في الجامعة الغريغورية الحبرية
.

## جوائز
حصل على جوائز منها:
- وسام الصليب الأكبر من رتبة استحقاق من جمهورية ألمانيا الاتحادية (1960)
- وسام الاستحقاق البافاري

## روابط خارجية
- جوسيف شنايدر على موقع مونزينجر (الألمانية)